# Not Fade Away
"Not Fade Away" er en sang skrevet i 1957 af Buddy Holly og Norman Petty, og den spillet første gang af Buddy Holly. Den er også blevet coveret af mange andre bands som for eksempel The Rolling Stones, der indspillede den i 1964, mens Grateful Dead indspillede den i 1966 og den var bandet Rush første single i 1973. Bruce Springsteen, Bob Dylan, Tom Petty, ligesom Freddie Mercury også spillede den et par gange, hvor han selv sang og spillede guitar, som intro til "Crazy Little Thing Called Love".

## Buddy Holly version
Den blev først gang indspillet af Buddy Hollys band The Crickets i Norman Pettys studie i Clovis i New Mexico, i maj 1957. Oprindeligt var den b-siden til Buddy Hollys hit ”Oh, Boy!”, og var inkluderet på albummet The "Chirping" Crickets. The Crickets var ikke fremmede overfor Bo Diddley beat – de havde allerede indspillet Diddleys sang "Bo Diddley" – men med "Not Fade Away" gjorde de rytmen til deres egen, takket være trommeslageren Jerry Allison. Allison, Hollys bedste ven, hævdede også at have skrevet dele af sangteksten, om end hans navn aldrig dukkede op som medforfatter til sangteksten . Dette var også den sidste sang Buddy Holly spillede, natten før hans fatale flystyrt .
I 2004 blev denne version af sangen kåret til en 107. plads på Rolling Stone liste over de 500 bedste sange overhovedet .

## The Rolling Stones version
The Rolling Stones version af "Not Fade Away" var en af deres første klassiske hits. Indspilningerne begyndte sent i januar, 1964, og udgivet af Decca den 21. februar 1964, med "Little by Little" som b-side i England. Det var deres første Top 5 hit i Storbritannien, hvor den fik en 3. plads . I Marts, 1964, var den også den første single udgivet af The Stones i USA af London med "I Wanna Be Your Man" som b-side, hvor den kun fik en plads 48. på US charts . Den var desuden også første nummer på deres første amerikanske album England's Newest Hitmakers. Musikere der indspillede var følgende. Mick Jagger sang, og spillede sammen med Brian Jones, der udover at spillede mundharmonika, perkussion. Keith Richards spillede sangens guitarer, mens Bill Wyman og Charlie Watts henholdsvis spillede bass og trommer 

### Fodnote
1. ↑  Dennis Cook (14. november 2004). "Not Fading Away: Jerry Allison (Page 3)". JamBase. Arkiveret fra originalen 16. januar 2009. Hentet 6. december 2007.
2. ↑  Paghat the Ratgirl. "Wild Realm Reviews: The Buddy Holly Story".
3. ↑  "The RS 500 Greatest Songs of All Time (101-200)". Rolling Stones. Arkiveret fra originalen 20. august 2006. Hentet 6. december 2007.
4. 1 2  "The Rolling Stones - Complete Hit Singles List (1963-2006)". BeatZenith. Arkiveret fra originalen 16. oktober 2007. Hentet 6. december 2007.
5. ↑  "Rolling Stones Lyrics - Note Fade Away". Keno.org.